# Гермес
Герме́с (дав.-гр. Ἑρμᾶς, лат. Mercurius; у римському пантеоні — Меркурій) — один з найдавніших богів грецької міфології. Спочатку був богом-заступником отар. У гомерівському епосі — насамперед посланець богів і провідник душ померлих у підземне царство Аїда. Також уявлявся покровителем мандрівників. З розвитком торгівлі став богом-заступником торгівлі, а також спритності, обману і навіть злодійства.
Йому приписувалися винайдення численних наук та музичних інструментів. Крім того, Гермес — покровитель юнацтва, атлетів, бог гімнастики. Його статуї ставилися в палестрах і гімнасіях — закладах, де навчали боротьби, кулачного бою, метання диска, бігу, стрибків тощо.
Міфи про Гермеса, попри давність божества, збереглися тільки в пізніх, більш художніх формах. Після завоювання Александром Македонським усієї перської держави (кінець IV століття до н. е.), коли в Азії і Єгипті виникли грецькі держави, Гермес ототожнюється з єгипетським богом науки і магії Тотом і став також богом магії і астрології.

## Гермес у міфах
Гермес був сином Зевса й Майї, що народився на аркадійській горі Кіллена. Відразу після народження він так швидко ріс, що тільки-но мати відвернулася, як Гермес став на ноги і вирушив на пошуки пригод. Прибувши в Пієрію, де паслися корови Аполлона, Гермес задумав викрасти їх. Аби корів не знайшли, він вигадав прив'язати їм до копит шматки кори, щоб череда не лишала слідів. Ввечері Гермес погнав корів, а Аполлон так і не зумів їх відшукати та назначив винагороду тому, хто спіймає злодія. Пастух на ім'я Батт побачив, як Гермес гнав корів, але пообіцяв, що не видасть того Аполлону. Але обіцянки зрештою не дотримався, через що Гермес перетворив його на скелю, якій дали назву «Вказівник».
Охочі до нагороди Сілен і сатири взялися за пошуки і натрапили на німфу, найняту Гермесу нянькою. Почувши музику гермесової кіфари, вони розпитали хто це й на чому грає. Довідавшись, що це новонароджений бог змайстрував собі інструмент зі струнами з коров'ячих кишок, Сілен і сатири здогадалися, що він і є злодій.
Хоча Майя пробувала переконати Аполлона, що Гермес ще малий і не здатний що-небудь вкрасти. Проте Гермес сам визнав, що зарізав двох корів і приніс їхнє м'ясо в жертву дванадцяти богам. Це стало першою жертвою м'яса, відданою божествам, яку надалі наслідували люди. Гермес віддав решту корів і зіграв на кіфарі, після чого Аполлон лишився задоволений і забажав обміняти корів на інструмент. Після цього Гермес вперше на світі виготовив плектр, сопілку і виміняв останню на золотий жезл Аполлона.
Гермес заявив, що жезл не такий цінний, як сопілка, і попросив на додачу навчити його ворожінню. Аполлон довірливо погодився і послав юного бога до фрій, що зналися на ворожінні за камінцями. Проте Зевс викликав Гермеса до себе і взяв з нього обіцянку, що надалі той не обманюватиме. Гермес згодився не брехати, але й не казати всієї правди і запропонував свою службу богам як їхній посланець. Зевс доручив йому бути покровителем угод, торгівлі, та оберігати торговців. Для цього він згодом видав Гермесу жезл-кадуцей, капелюх від дощу і крилаті сандалі, які дозволяли літати по всьому світу.
Винахідливий Гермес навчив богів добувати вогонь, а від фрій навчився дізнаватися майбутнє за кидком камінців. Він винайшов гральні кості та ворожіння на них. Аїд найняв його як свого вісника і той відтоді супроводжував душі померлих до Царства мертвих. Також Гермес винайшов письмо, астрономію, математику, мистецтво кулачного бою і гімнастики, вимірювання і зважування. Крім того за переказами саме він навчив греків вирощувати оливкові дерева.
Хитрість і красномовство зробили Гермеса не лише богом купців, але й злодіїв. На Олімпі він вкрав Аресового меча; у Посейдона — тризубець; у Афродіти — пояс; у Гефеста — обценьки; у Зевса Гермес хотів викрасти блискавку, але обпікся.

## Культ Гермеса

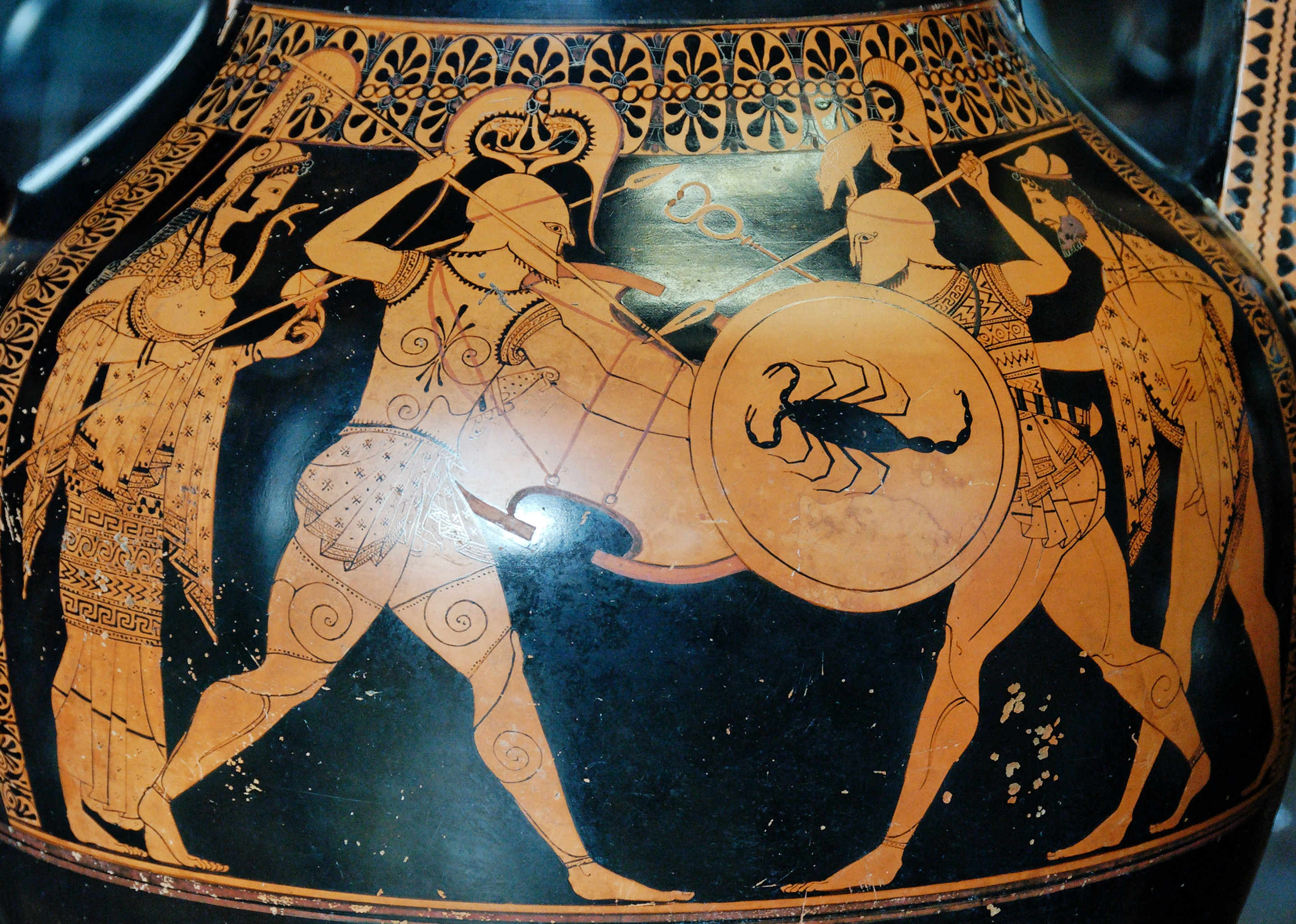
Амфора. Гончар Андокід. Вазописець Андокід. Воїни, з боків Гермес та Афіна. Бл. 530 р. до н. е. Лувр. Париж

Первісно Гермес був староаркадським божеством, яке уособлювало могутні сили природи. Пізніше став богом пастухів та пасовищ і завдяки своїй спритності та хитромудрості здобув високе становище в сонмі олімпійських богів. Гомер робить його оповісником богів, гінцем і виконавцем волі Зевса.
Культ Гермеса дуже рано поширився по всій Греції. Зображення у вигляді стовпа з головою Гермеса (герми) стояли на вулицях та площах, а також біля входу до палестр. Греки вірили, що Гермес своїм жезлом насилав на людей сон і пробуджував їх, тому перед сном на його честь здійснювалися жертвопринесення.
В елліністичну добу Гермеса ототожнювали з давньоєгипетським богом мудрості Тотом і вважали покровителем магії (такого бога називали Гермес Трісмегіст, тобто тричі найвеличніший). Римляни ототожнювали його з Меркурієм; купці влаштовували 15 травня свято на його честь. У той день в 495 році до н. е. Меркурієві був присвячений перший храм і встановлена перша колегія купців — меркуріалів. Його вівтар був біля так званих вод Меркурія, де купці приносили йому жертви й кропили свій крам, щоб запобігти його псуванню.

## Образ в мистецтві
У мистецтві образ Гермеса змінювався з розвитком його культу. Первісно він зображувався як уособлення чоловічого начала, згодом — як покровитель отар — з ягнятком на руках. В архаїчному мистецтві Гермес постає чоловіком з довгою бородою; в класичну та елліністичну епоху — дужим струнким юнаком у пласкому капелюсі з крильцями, з рисами обличчя, які свідчать про його витончений розум і доброту. У руці він тримає чарівний золотий жезл кадуцей.
В усі часи, через елліністичні періоди, римський, і протягом всієї західної історії до наших днів, йому притаманні кілька характерних атрибутів. Серед цих предметів є крислатий капелюх, петас (широко використовувався сільськими жителями античності для захисту від сонця, і який згодом був прикрашений парою невеличких крил; деколи цей капелюх відсутній і замінений на невеличкі крильця які підіймаються з його волосся).
Іншим предметом є кадуцей — посох з двома переплетеними зміями, іноді увінчаний парою крил і сферою. Історично кадуцей з'явився водночас із культом Гермеса, і документально зафіксований у вавилонян приблизно з 3500 року до н. е. Дві змії, обвиті навколо посоха, також були символом бога Нінгішзіда, який, як і Гермес, служив посередником між людьми та божественним (зокрема, богинею Іштар або верховним Нінгірсу). У Греції з кадуцеєм зображували й інших богів, але в основному він асоціювався з Гермесом. Вважалося, що він має силу змушувати людей засинати або прокидатися, а також укладав мир між сторонами, що сперечаються, і є видимим знаком його влади, використовуючись як скіпетр. Схожим, але відмінним символом є жезл Асклепія, пов'язаний з покровителем медицини та сином Аполлона, Асклепієм, який несе тільки одну змію. Асклепіїв жезл у наш час іноді плутають з кадуцеєм. Переважно жезл використовується більшістю західних лікарів як символ їхньої професії. Після епохи Відродження кадуцей також з'явився в геральдичних гербах кількох країн, і тепер є символом торгівлі.
Сандалі Гермеса, які греки називали pédila, а римляни talaria, були виготовлені з пальмових і миртових гілок, але описувалися як прекрасні, золоті й вічні, зроблені піднесеним мистецтвом, здатні долати дороги зі швидкістю вітру. Спочатку вони не мали крил, але пізніше в художніх зображеннях вони з'являються. На деяких зображеннях крила виростають прямо з щиколоток бога.
Гермес також зображувався одягненим в мантію або плащ, який робив власника невидимим. Його зброєю був золотий меч, яким він убив Аргоса.
Стовпи зі зображенням голови Гермеса були відомі як «герми», пізніше так стали називати і стовпи, що зображали інших богів.
Іноді його зображували хлопцем з гаманцем у руках або зі зв'язаними руками біля Аполлона — натяк на викрадення корів.
Античні твори «Гермес з малим Діонісом на руках» Праксітеля (Ватикан), роботи Лісіппа та Скопаса дійшли до нас у римських копіях. Відомий рельєф «Гермес з Орфеєм та Еврідікою». Образ Гермеса відтворено в картинах Тінторетто, Рубенса, Веласкеса, Рембрандта, у скульптурах Гермес Р. Доннера, Ж. Б. Пігаля, Б. Торвальдсена.
Зображення Гермеса-Меркурія в наш час зустрічаються на емблемах банків, торговельних фірм та пароплавств. Зокрема, зображення Меркурія з жезлами можна побачити на фасаді Пасажу в Києві.

## Галерея

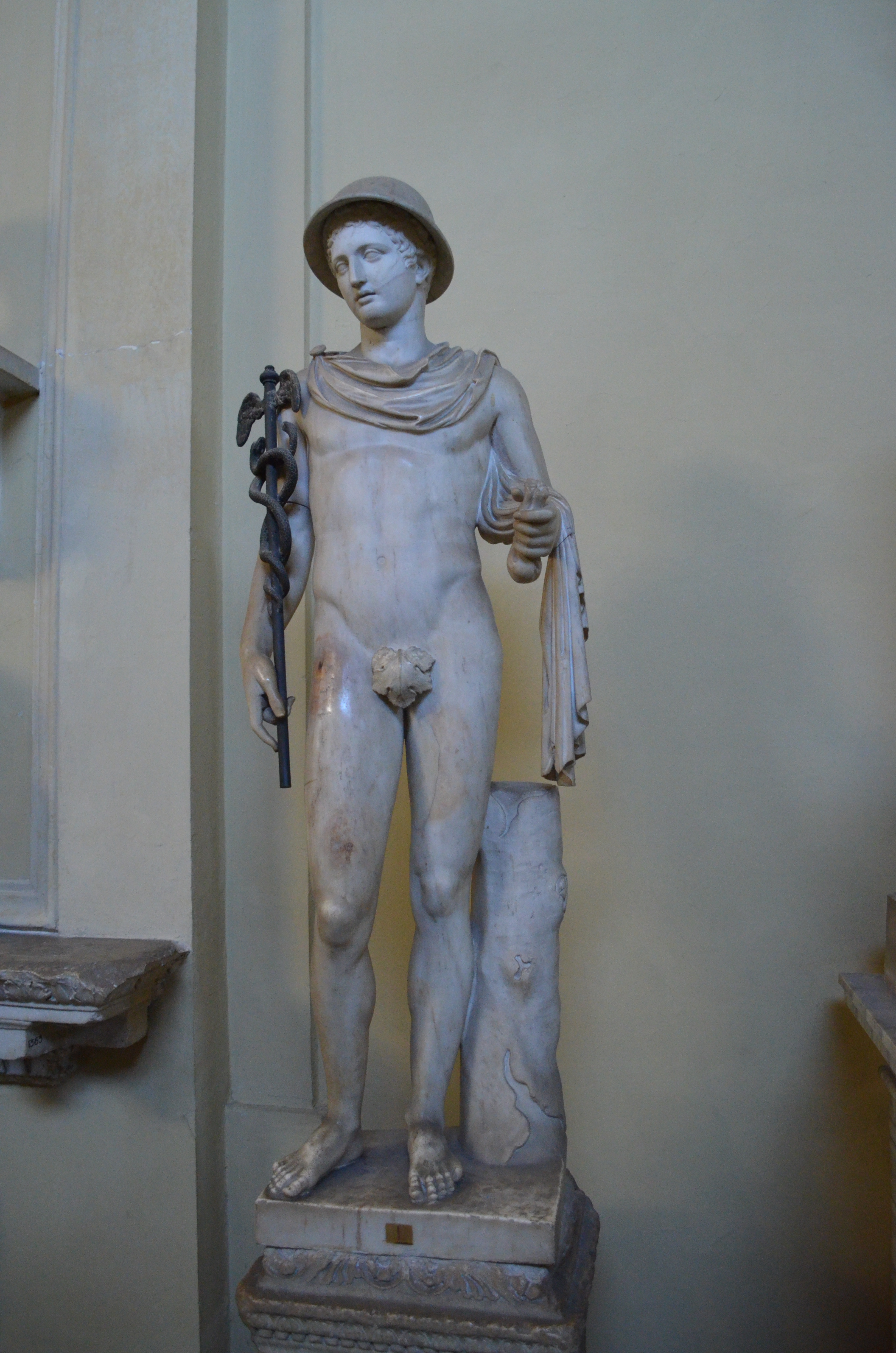
Статуя Гермеса в петасі та плащі мореплавця, з кадуцеєм та гаманцем. Римська копія з грецького оригіналу (Музеї Ватикану)
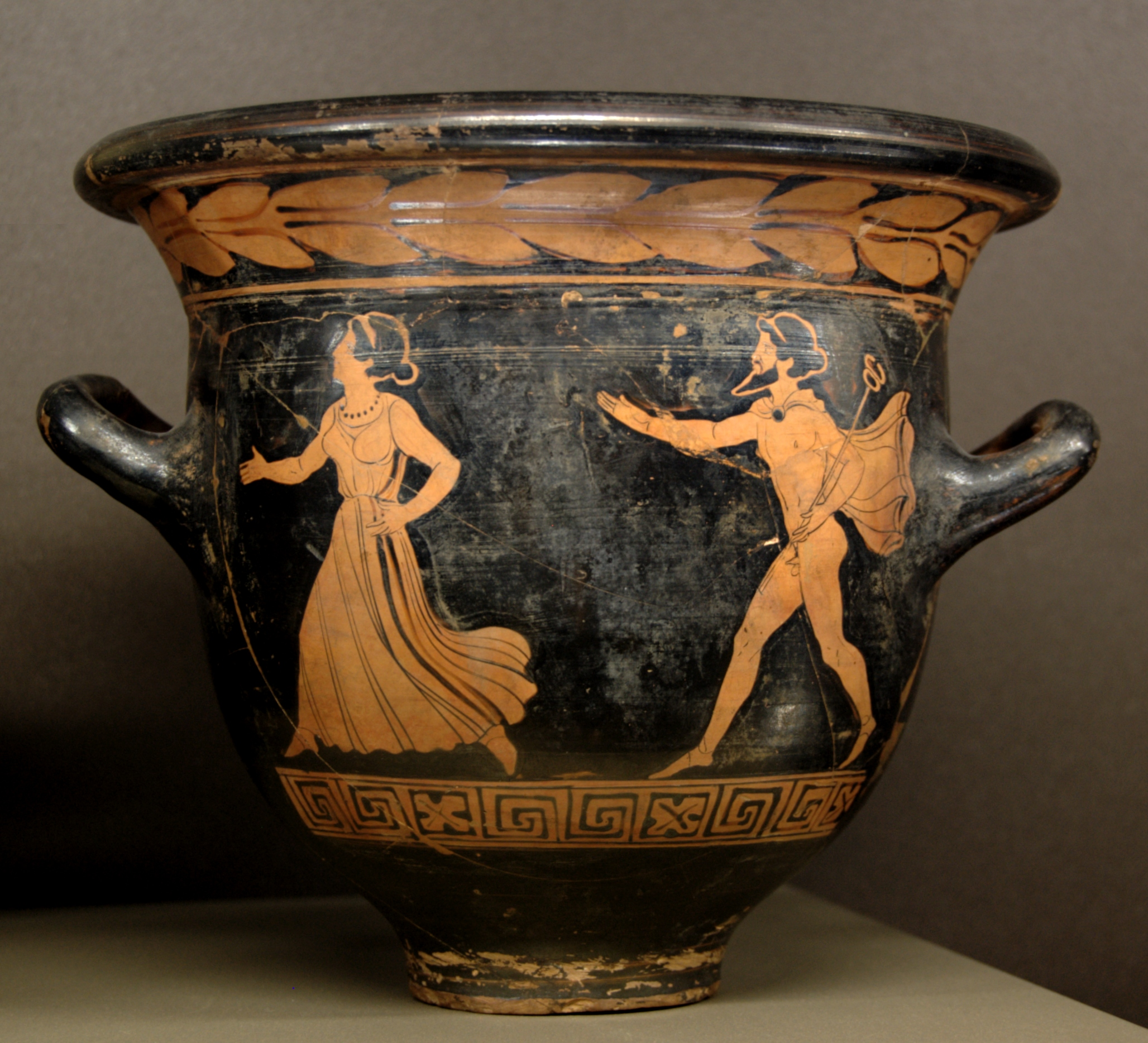
Зображення Гермеса, який переслідує жінку, на дзвоновидному кратері Вазописця Долона. Бл. 390 - 380 років до н. е. Лувр, Париж
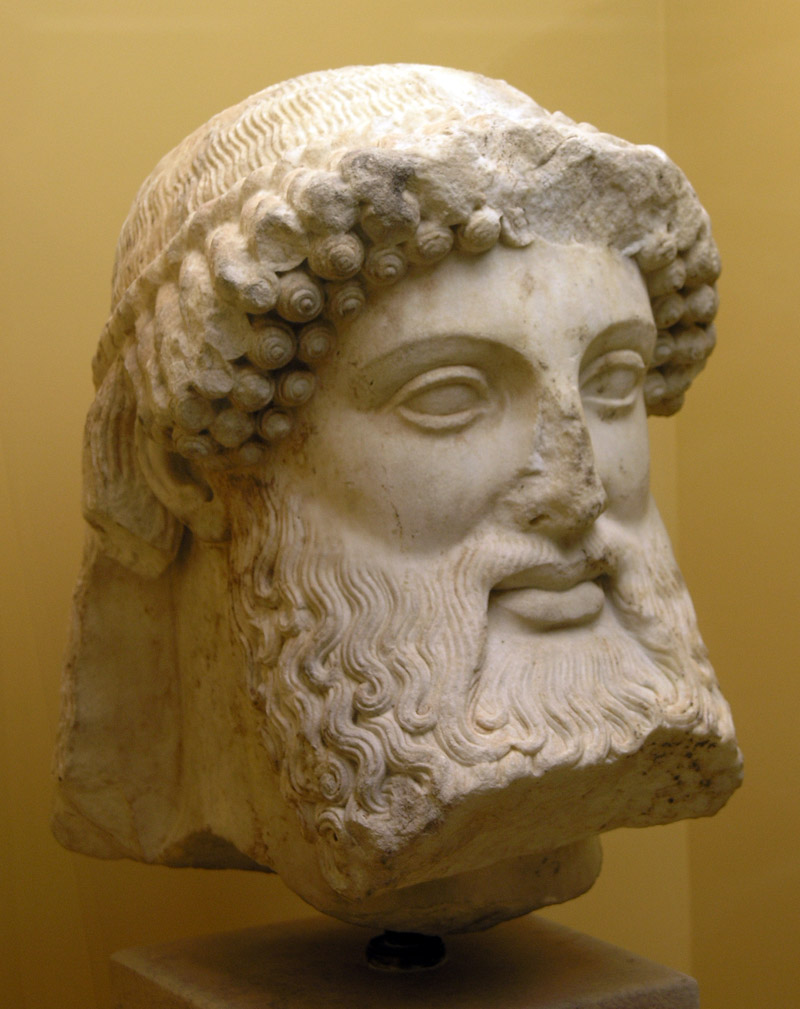
Архаїчний бородатий Гермес, який увінчував герм (поч. V ст. до н.е.)
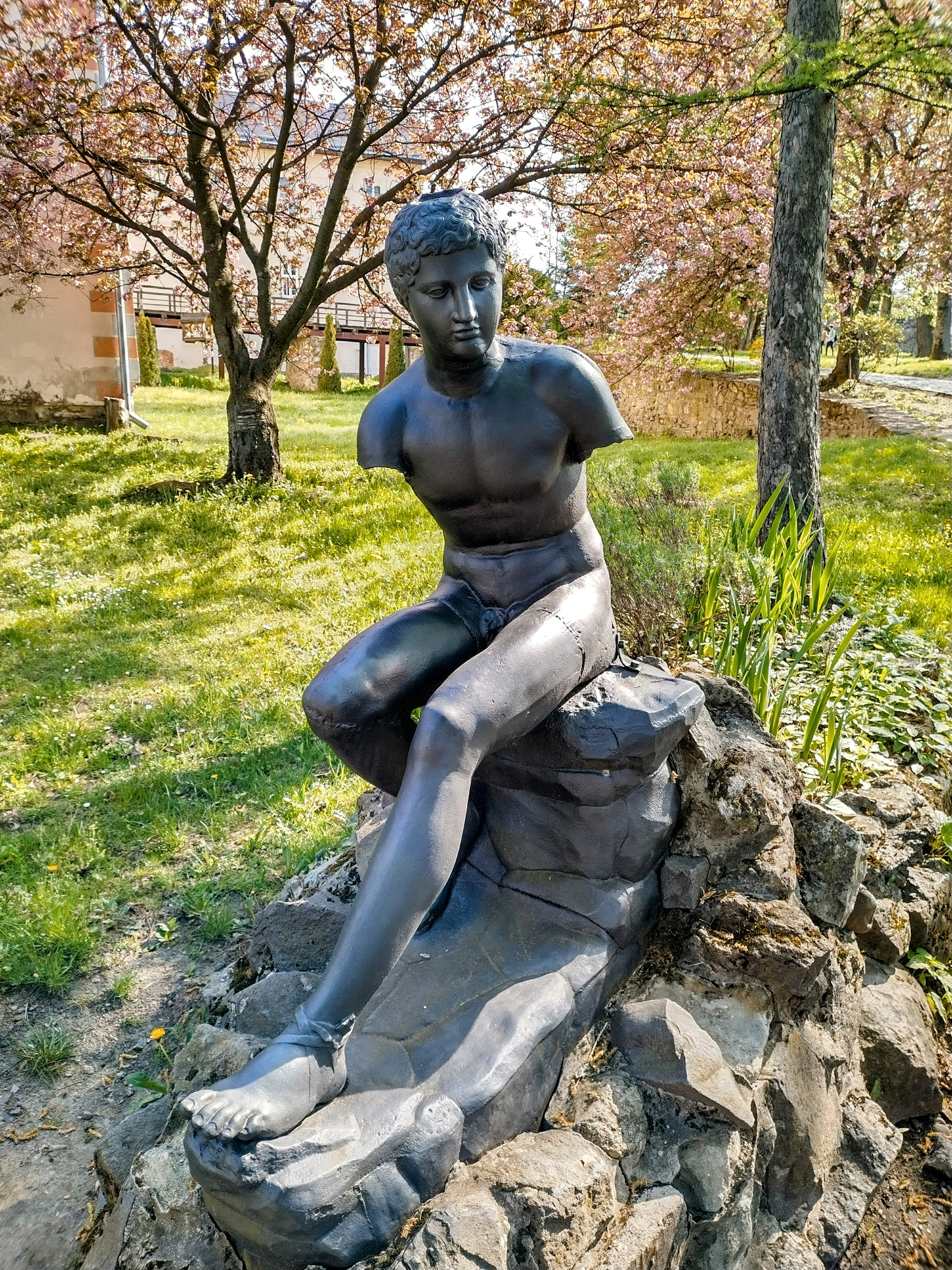
Скульптура Гермеса при вході до Ужгородського замку, Україна